# Preponsko jahanje
Preponsko jahanje olimpijska je disciplina konjičkog sporta. Održava se u ringu punom prepona, koji se naziva parkur. Ako ih jahač sve preskoči predviđenim redom, bez rušenja i bez otkazivanja poslišnosti konja pred preponom u određenom dozvoljenom vremenu, dobija nagradu. Težina takmičenja odnosno kategorije se rangiraju prema visini i nazivaju se utakmicama- 1. Utakmica je obično visine 80 cm, 2. visine 100 cm, 3.110 cm i analogno do najviše 140 cm, a na velikim međunarodnim takmičenjima i do 150 cm. Na nižim utakmicama su nagrade počasne rozete, a na višim pehari.

## Lovci ili skakači
Preponski događaji imaju lovačke časove, preponske časove i konjičke časove.
Lovci se procenjuju subjektivno na osnovu stepena u kom ispunjavaju idealne standarde manira, stila i načina kretanja. Suprotno tome, klase skakača se boduju objektivno, u potpunosti na osnovu brojčanog rezultata koji se određuje samo prema tome da li konj pokušava prepreku, uklanja je i završava stazu u zadatom vremenu. Staze za skakače obično su mnogo složenije i tehničke od kurseva lovaca, jer se jahači i konji ne ocenjuju po stilu. Kursevi su često šareni i ponekad prilično kreativno osmišljeni. Staze za skakače mogu biti u visini od 0,80 metara do 1,60 metara.
Pored lovačkih i preponskih, postoje konjički časovi, koji se ponekad nazivaju jahanje lovačkog sedla, koji procenjuju sposobnosti jahača. Oprema, odeća i stilovi ograde koji se koriste u konjici više liče na lovačke časove, iako tehnička težina kurseva može više da liči na preskakanje. To je zato što su obe discipline osmišljene da testiraju sposobnost jahača da kontroliše konja kroz tešku stazu koja se sastoji od preokreta, kombinacija i viših prepreka.

## Pravila
Časovi skakača se održavaju na nizu prepreka u skakanju, uključujući vertikale, razmake i dvostruke i trostruke kombinacije, obično sa mnogo okreta i promena pravca. Namera je da se čisto preskoči postavljeni kurs u zadatom vremenu. Vremenski nedostaci se procenjuju za prekoračenje vremena. Greške pri skakanju nastaju zbog nokdauna i očigledne neposlušnosti, kao što su odbijanja (kada konj stane pre ograde ili konj „istrči“) (pogledajte „Moderna pravila“ ispod). Konjima je dozvoljen ograničen broj odbijanja pre nego što budu diskvalifikovani. Odbijanje može dovesti do toga da jahač prekorači vreme dozvoljeno na stazi. Plasmani se zasnivaju na najmanjem broju bodova ili „greške“ koje su akumulirane. Za konja i jahača koji nisu sakupili nijednu grešku u skoku ili kaznene poene se kaže da su postigli „čistu rundu“. Izjednačeni unosi obično imaju preskok preko povišenog i skraćenog kursa, a kurs je vremenski određen; ako su prijave izjednačene za greške nastale u skoku, pobeđuje najbrže vreme.
U većini takmičenja, jahačima je dozvoljeno da hodaju početnom stazom, ali ne i stazom za preskok (obično ista staza sa nedostajućim skokovima, npr. 1, 3, 5, 7, 8 umesto 1, 2, 3, 4, 5 , 6, 7, 8, 9 ili ista staza, ali sa merenjem vremena) pre takmičenja da planiraju svoje jahanje. Hodanje stazom pre događaja je prilika za jahača da hoda linijama kojima će morati da jaše, kako bi odlučio koliko koraka konj treba da napravi između svakog skoka i iz kojeg ugla. Skretanje sa kursa koštaće vremena ako se naprave manje greške, a veća odstupanja će dovesti do diskvalifikacije.
Viši nivoi takmičenja, kao što su emisije sa „A” ili „AA”" rangiranjem u Sjedinjenim Državama, ili međunarodno kolo „Grand Pri”, predstavljaju više tehničkih i složenijih kurseva. Ne samo da su visina i širina („ramak“) prepreke povećane da bi predstavljale veći izazov, već se i tehničke poteškoće povećavaju sa čvršćim skretanjima i kraćim ili neuobičajenim rastojanjima između ograda. Konji ponekad takođe moraju da preskaču ogradu iz ugla, a ne pravo. Na primer, dizajner staze može da postavi liniju tako da postoji šest i po koraka (standardna mera za iskorak galopom je dvanaest stopa) između skokova, zahtevajući od jahača da dramatično prilagodi korak konja kako bi pokrio udaljenost. Ovo takođe može značiti da će jahač možda morati da doda ili oduzme korak da bi lakše obavio skok. Način na koji jahač odluči da se prilagodi može zavisiti i od njegovog konja. Ako konj ima manji korak u poređenju sa prosekom, možda će morati da dodaju još jedan korak i obrnuto ako konj ima duži korak.

## Istorija
Preponsko jahanje je relativno nov konjički sport. Sve do Zakona o inkluziji, koji je stupio na snagu u Engleskoj u 18. veku, bilo je malo potrebe da konji rutinski preskaču prepreke, ali sa ovim aktom parlamenta došli su novi izazovi za one koji su pratili goniče lisica. Zakoni o ograđivanju doneli su ograde i granice u mnoge delove zemlje pošto je zajednički jezik bio raspušten među zasebnim vlasnicima. To je značilo da su onima koji žele da se bave svojim sportom sada potrebni konji koji su sposobni da preskoče ove prepreke.
Na ranim izložbama konja održanim u Francuskoj, postojala je parada takmičara koji su potom kretali širom zemlje na preskakanje prepona. Ovaj sport, međutim, nije bio popularan kod gledalaca jer nisu mogli da prate skakanje. Tako su se ubrzo počele da se pojavljuju prepreke ograde u areni za takmičenja. Ovo je postalo poznato kao Leping. Godina 1869, bila je godina kada je „konjski skok“ postao istaknut na sajmu konja u Dablinu. Petnaest godina kasnije, Leping takmičenja su doneta u Britaniju i do 1900. godine većina važnijih predstava imala je časove Lepinga. Odvojeni časovi su održani za žene na bočnom sedlu.
Prvo veliko takmičenje u skakanju održano u Engleskoj bilo je u Olimpiji 1907. Većina takmičara su bili pripadnici vojske i postalo je jasno na ovom takmičenju i narednim godinama da ne postoje uniformna pravila za sport. Sudije su ocenjivale na bazi svojih mišljenja. Neke su bodovale prema težini prepreke, a druge prema stilu. Pre 1907. nije bilo kazni za odbijanje, a od takmičara se ponekad tražilo da propusti ogradu kako bi zadovoljio gledaoce. Prvi kursevi su izgrađeni sa malo mašte, mnogi su se sastojali samo od ravne ograde i skoka preko vode. Dogovoren je sastanak 1923. koji je doveo do formiranja BSJA 1925. U Sjedinjenim Državama, slična potreba za nacionalnim pravilima za skakanje i druge konjičke aktivnosti dovela je do formiranja Američkog udruženja za izložbe konja 1917. godine, koje je sada poznata kao Konjička federacija Sjedinjenih Država.

## Moderna pravila
Pravila su od tada evoluirala, i različite nacionalne federacije imaju različite klase i pravila. Međunarodno upravno telo za većinu velikih takmičenja u preponama je Međunarodna konjička konfederacija (FEI). Dve najčešće vrste kazni su kazne za skok i vremenske kazne.
- Kazne za skakanje: Kazne za skakanje se daju za odbijanje i nokdaun, pri čemu se svakom odbijanju ili nokdaunu dodaju četiri greške na rezultat takmičara.
- Kazne za nokdaun se izriču samo kada se u nokdaunu promeni visina ili širina skoka. Ako konj ili jahač obori donju ili srednju šinu dok i dalje pređe visinu prepreke, pod uslovom da su šine direktno ispod gornje šine, ne dobijaju se kazne. Kazne se izriču na otvorenoj vodi kada bilo koja konjska stopala dodirne vodu ili belu traku koja označava njenu granicu. Ako je vodena ograda 'Liverpul', neće se nakupljati greške za doskok u vodu.[17] Liverpul je kada se mali bazen (iako ne mora da se puni vodom) postavi ispod oksera ili vertikale.

## Literatura
- Clayton, Michael, and William Steinkraus (1975). The Complete Book of Show Jumping. New York: Crown Publishers. ISBN 978-0-517-52125-0.
- de Nemethy, Bertalan. Classic Show Jumping: The de Nemethy Method; A Complete System for Training Today's Horses and Riders.  Doubleday, 1988.  0-385-23620-4
- Edee Weigel. „From the Judges Stand”. Архивирано из оригинала 29. 11. 2012. г. Приступљено 11. 11. 2012.
- Didi Hornberger. „Hunters, for Field, Show”. Архивирано из оригинала 18. 02. 2020. г. Приступљено 9. 12. 2012.
- Edwards, Elwyn Hartley. The complete book of bits and bitting. David and Charles, 2004.  978-0-7153-1163-9.
- McBane, Susan. The essential book of horse tack and equipment. David and Charles, 2002.  978-0-7153-1389-3.
- Price, Steven D., ed. The Whole Horse Catalogue. New York: Simon and Schuster/Brigadore Press, 1977
- How To Fit A Double Bridle Архивирано на веб-сајту  (18. јун 2009)
- Photo of checking throatlatch
- „British Jumping Derby Meeting”. All England Jumping Course at Hickstead. Архивирано из оригинала 2010-02-02. г.
- Paix, B. R. (1999-02-01). „Rider injury rates and emergency medical services at equestrian events.”. British Journal of Sports Medicine (на језику: енглески). 33 (1): 46—48. ISSN 0306-3674. PMC 1756135 . PMID 10027058. doi:10.1136/bjsm.33.1.46.
- O'Brien, Denzil; Cripps, Raymond A. (2008). Safety for Horses and Riders in Eventing: The SHARE Database (на језику: енглески). Rural Industries Research and Development Corporation. ISBN 978-1-74151-616-6.
- Murray, J. K.; Singer, E. R.; Morgan, K. L.; Proudman, C. J.; French, N. P. (2006). „The risk of a horse-and-rider partnership falling on the crosscountry phase of eventing competitions”. Equine Veterinary Journal (на језику: енглески). 38 (2): 158—163. ISSN 2042-3306. PMID 16536386. doi:10.2746/042516406776563314.
- „Eventing in crisis? | Horsetalk - articles on riding and safety with horses”. www.horsetalk.co.nz. Архивирано из оригинала 30. 04. 2023. г. Приступљено 2020-02-06.
- April 2000, The International Eventing Safety Committee (април 2000). „The International Eventing Safety Committee Report” (PDF). Fédération Equestre Internationale (FEI). стр. 1. Приступљено 6. 2. 2020.
- „Equestrianism: Inquiry to focus on safety in eventing after leading”. The Independent (на језику: енглески). 2004-09-06. Приступљено 2020-02-12.
- Logan, Chris (2004-09-04). „The horrific moment that a horse crushes its rider in the water jump at Burghley”. Daily Telegraph (на језику: енглески). ISSN 0307-1235. Приступљено 2020-02-12.
- „Teen rider crushed to death by own pony”. BBC News (на језику: енглески). 2019-09-23. Приступљено 2020-02-06.
- Ward, Victoria (2019-09-23). „Teenage equestrian star 'crushed' by her pony, inquest hears”. The Telegraph (на језику: енглески). ISSN 0307-1235. Приступљено 2020-02-06.
- Kamille (2016-05-15). „British Eventer Philippa Humphreys Dead Following Rotational Fall at Jersey Fresh International”. Horse Network (на језику: енглески). Приступљено 2020-02-12.

## Spoljašnje veze
- World Cup 2022 Jumping Архивирано на веб-сајту  (27. октобар 2022)